# Супрунов
Супрунов (укр. Супрунів) — село на Украине, находится в Литинском районе Винницкой области.
Код КОАТУУ — 0522486004. Население по переписи 2001 года составляет 339 человек. Почтовый индекс — 22336. Телефонный код — 4347.
Занимает площадь 0,144 км².

## Адрес местного совета
22336, Винницкая область, Литинский р-н, с. Пеньковка, ул. Октябрьская, 83